# بريمرهافن
بريمرهافن (بالألمانية: Bremerhaven)‏ هي مدينة ساحلية فيها ميناء في ولاية بريمن في ألمانيا.

## المناخ
يظهر الجدول التالي التغييرات المناخية على مدار السنة لبريمرهافن:
| البيانات المناخية لـبريمرهافن               | البيانات المناخية لـبريمرهافن | البيانات المناخية لـبريمرهافن | البيانات المناخية لـبريمرهافن | البيانات المناخية لـبريمرهافن | البيانات المناخية لـبريمرهافن | البيانات المناخية لـبريمرهافن | البيانات المناخية لـبريمرهافن | البيانات المناخية لـبريمرهافن | البيانات المناخية لـبريمرهافن | البيانات المناخية لـبريمرهافن | البيانات المناخية لـبريمرهافن | البيانات المناخية لـبريمرهافن | البيانات المناخية لـبريمرهافن |
| الشهر                                       | يناير                         | فبراير                        | مارس                          | أبريل                         | مايو                          | يونيو                         | يوليو                         | أغسطس                         | سبتمبر                        | أكتوبر                        | نوفمبر                        | ديسمبر                        | المعدل السنوي                 |
| ------------------------------------------- | ----------------------------- | ----------------------------- | ----------------------------- | ----------------------------- | ----------------------------- | ----------------------------- | ----------------------------- | ----------------------------- | ----------------------------- | ----------------------------- | ----------------------------- | ----------------------------- | ----------------------------- |
| متوسط درجة الحرارة الكبرى °م (°ف)           | 4.2 (39.6)                    | 4.7 (40.5)                    | 7.9 (46.2)                    | 12.5 (54.5)                   | 16.7 (62.1)                   | 19.0 (66.2)                   | 21.6 (70.9)                   | 21.4 (70.5)                   | 17.9 (64.2)                   | 13.4 (56.1)                   | 8.2 (46.8)                    | 4.7 (40.5)                    | 12.7 (54.9)                   |
| المتوسط اليومي °م (°ف)                      | 2.1 (35.8)                    | 2.4 (36.3)                    | 5.1 (41.2)                    | 8.8 (47.8)                    | 13.0 (55.4)                   | 15.6 (60.1)                   | 18.1 (64.6)                   | 17.9 (64.2)                   | 14.7 (58.5)                   | 10.5 (50.9)                   | 6.1 (43.0)                    | 2.8 (37.0)                    | 9.8 (49.6)                    |
| متوسط درجة الحرارة الصغرى °م (°ف)           | -0 (32)                       | 0.2 (32.4)                    | 2.3 (36.1)                    | 5.4 (41.7)                    | 9.4 (48.9)                    | 12.4 (54.3)                   | 14.7 (58.5)                   | 14.7 (58.5)                   | 11.7 (53.1)                   | 7.9 (46.2)                    | 3.9 (39.0)                    | 0.8 (33.4)                    | 6.9 (44.4)                    |
| الهطول مم (إنش)                             | 58.8 (2.31)                   | 42.1 (1.66)                   | 55.4 (2.18)                   | 37.9 (1.49)                   | 50.7 (2.00)                   | 78.0 (3.07)                   | 79.7 (3.14)                   | 75.8 (2.98)                   | 74.7 (2.94)                   | 68.0 (2.68)                   | 69.0 (2.72)                   | 65.1 (2.56)                   | 755.2 (29.73)                 |
| ساعات سطوع الشمس الشهرية                    | 46.1                          | 69.6                          | 110.9                         | 174.3                         | 221.8                         | 195.6                         | 211.4                         | 196.4                         | 141.5                         | 103.8                         | 52.2                          | 37.4                          | 1٬561                         |
| المصدر: European Climate Assessment Dataset |                               |                               |                               |                               |                               |                               |                               |                               |                               |                               |                               |                               |                               |

## توأمة
لبريمرهافن اتفاقيات توأمة مع كل من:
- كالينينغراد (24 أبريل 1992 - )
- شيربورغ-أوكتوفيل (29 يونيو 1960 - 31 ديسمبر 2015)
- غريمسبي [الإنجليزية]‏ (22 فبراير 1963 - )
- فريكشهاون (16 يونيو 1979 - )
- شتشين (16 أكتوبر 1990 - )
- بوري (16 مايو 1969 - )
- بالتيمور
- Steglitz-Zehlendorf [الإنجليزية]‏ منذ (1965 - )
- شيربورغ-إن-كوتينتن [الإنجليزية]‏ (31 ديسمبر 2015 - )
- أورفة

## معرض صور

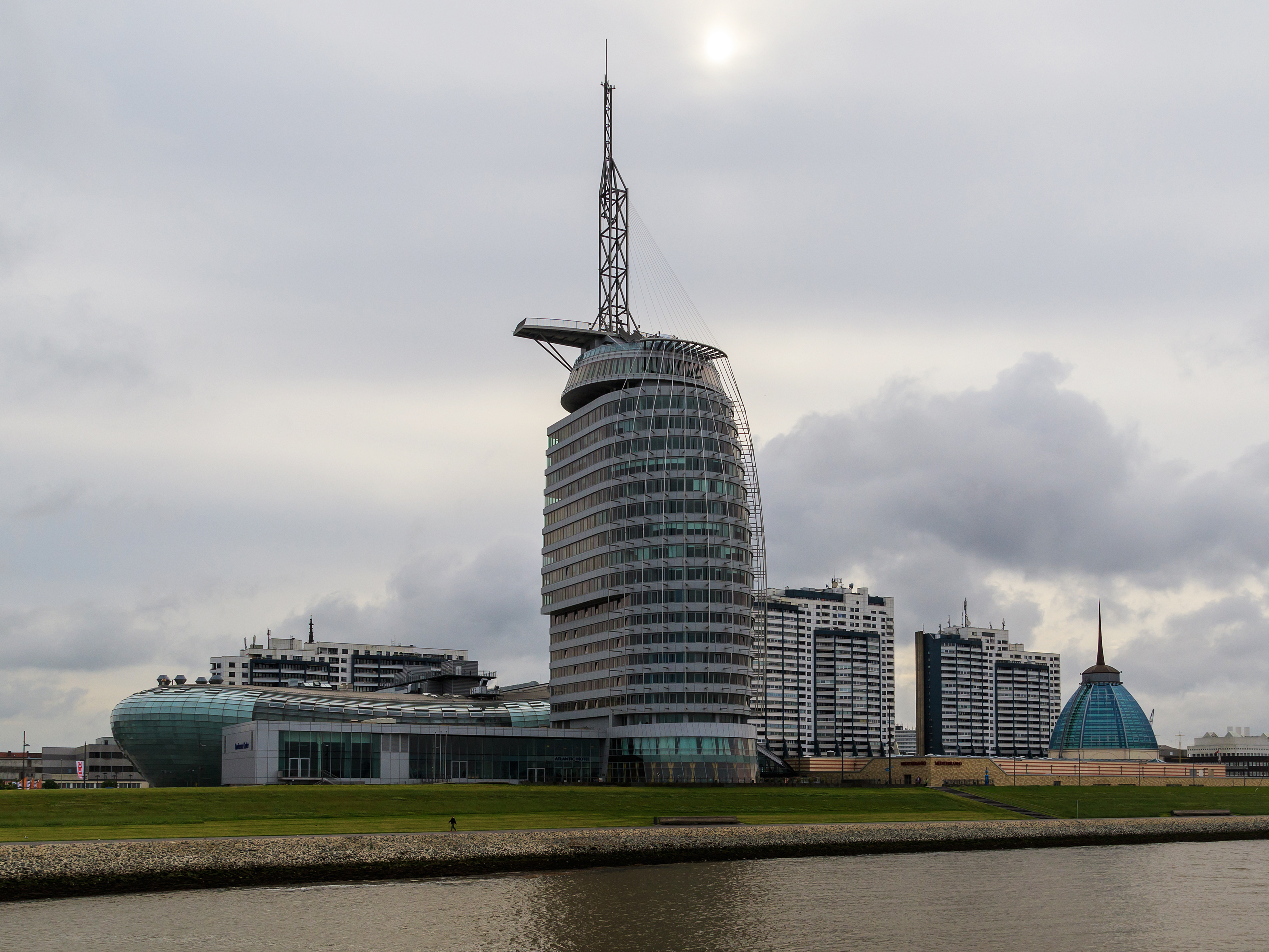
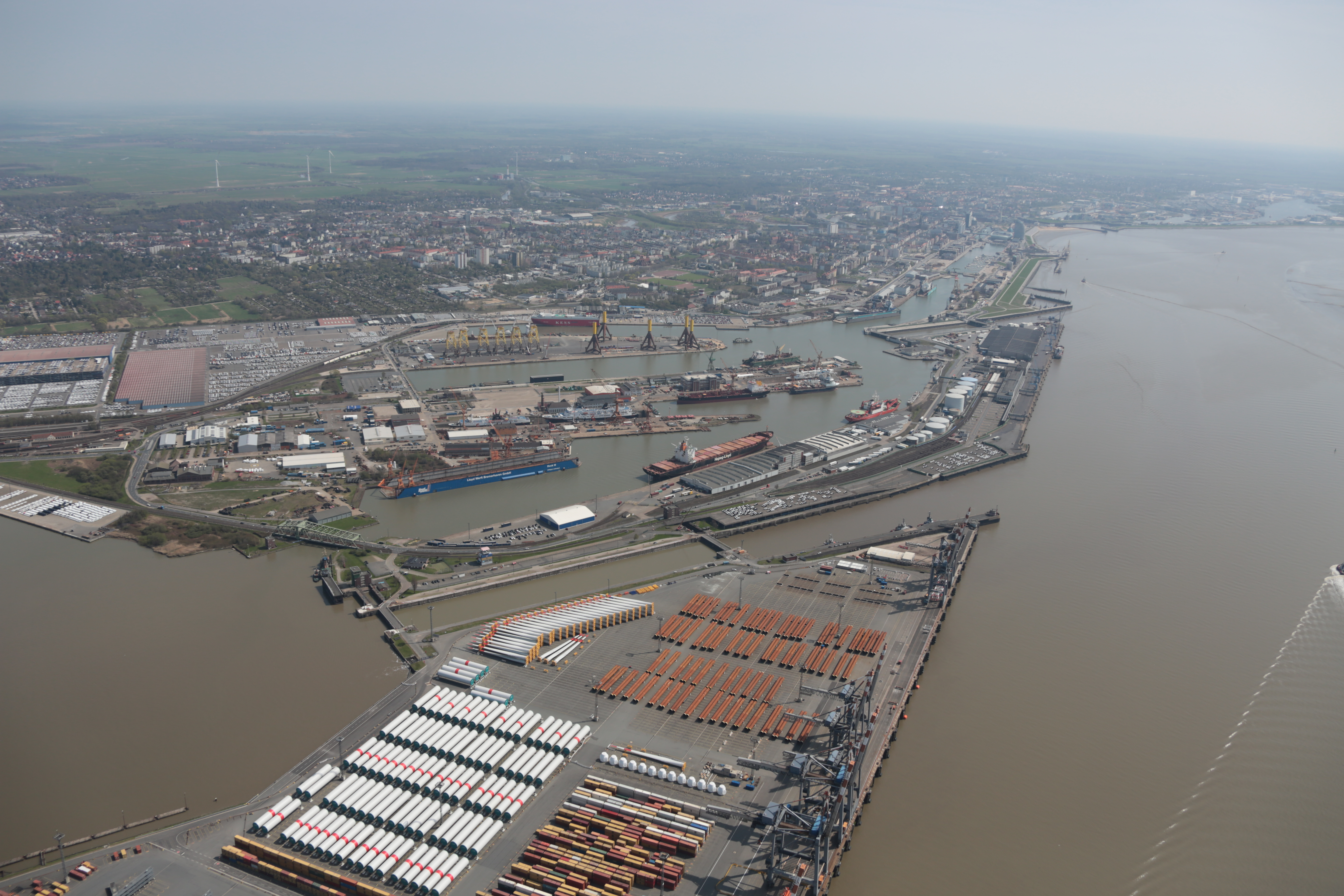
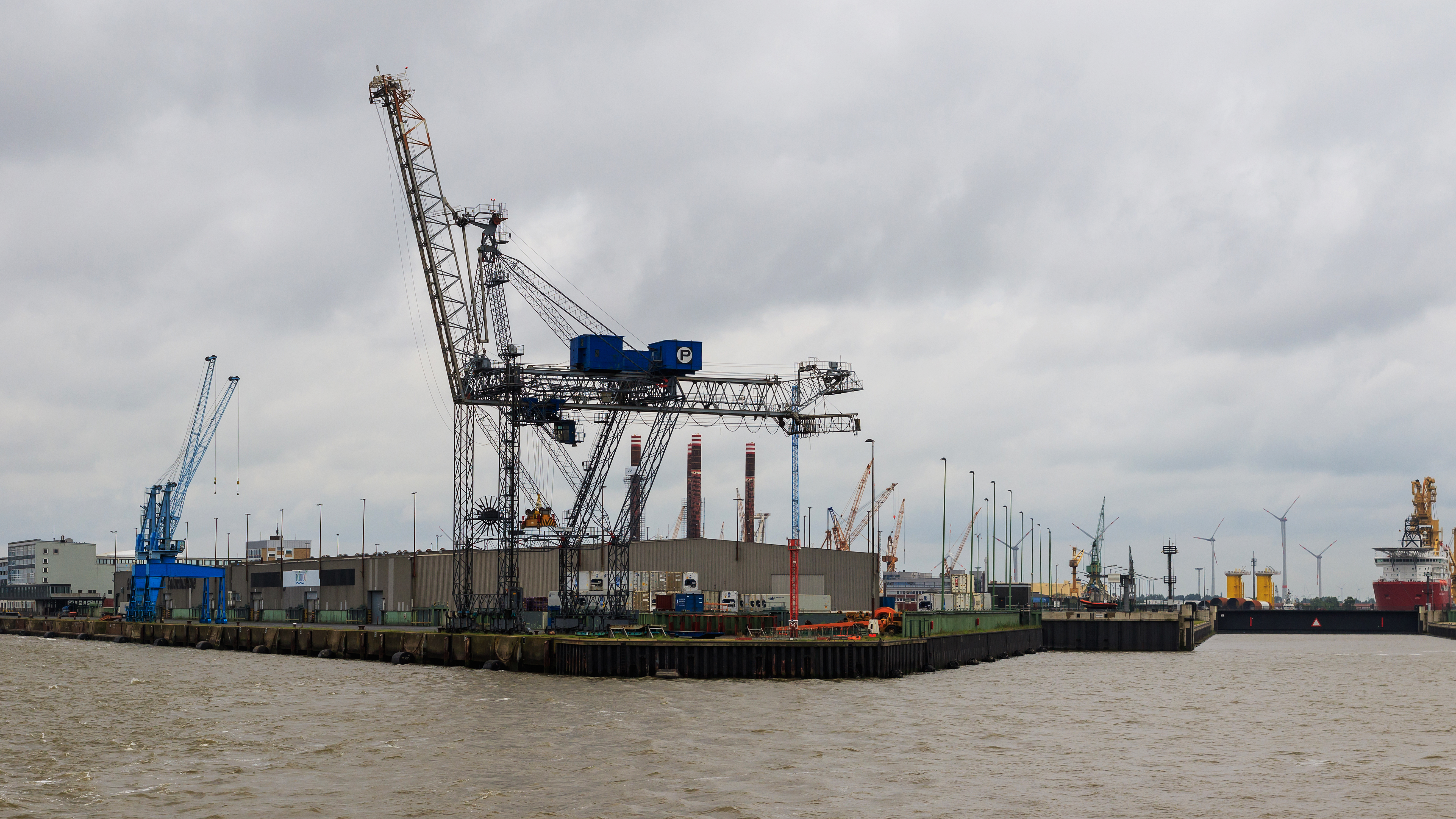
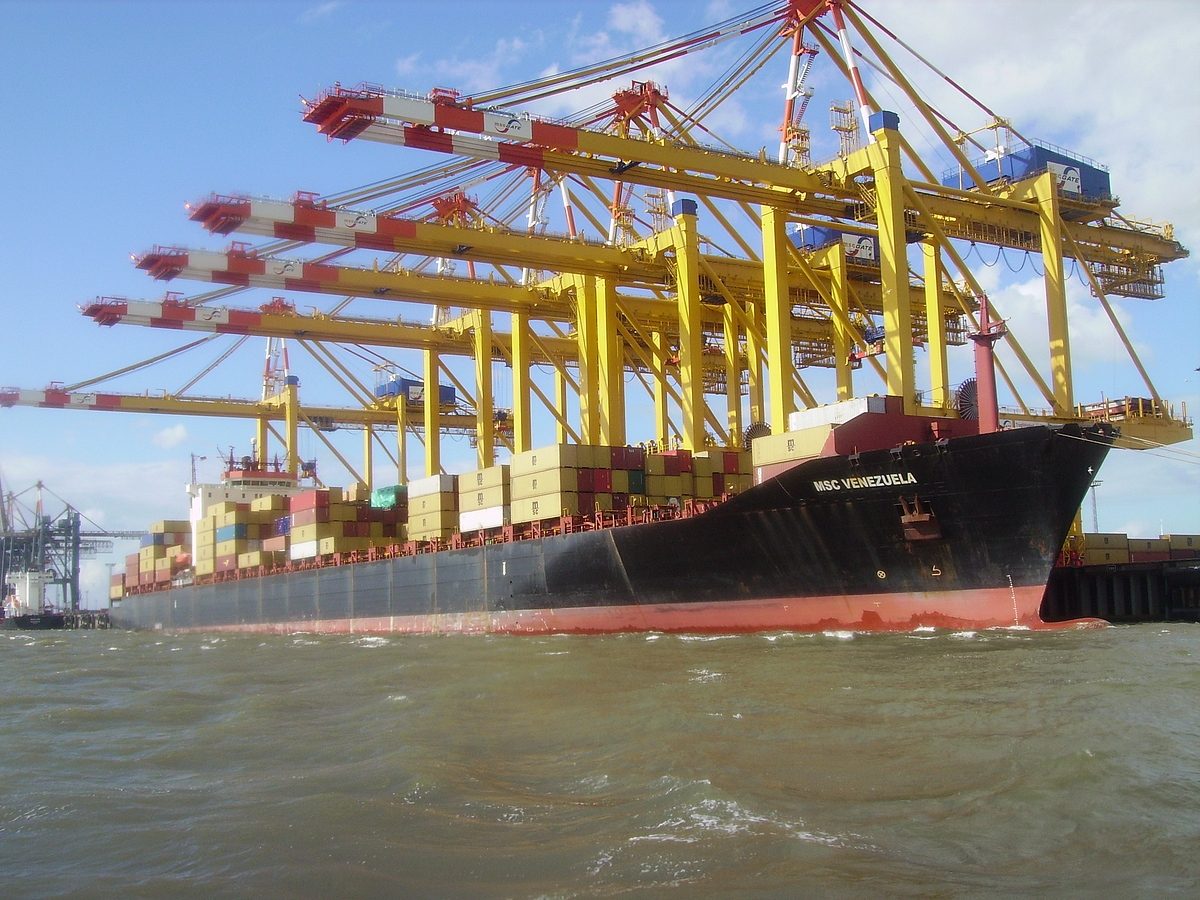
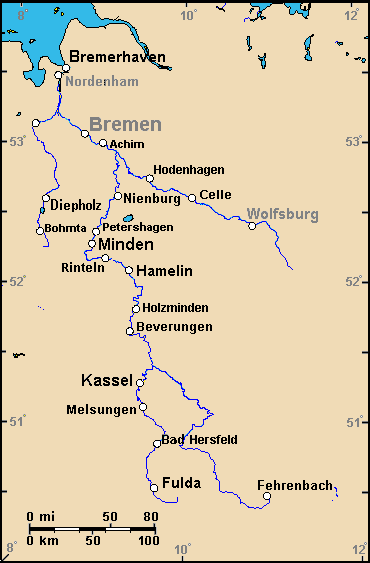
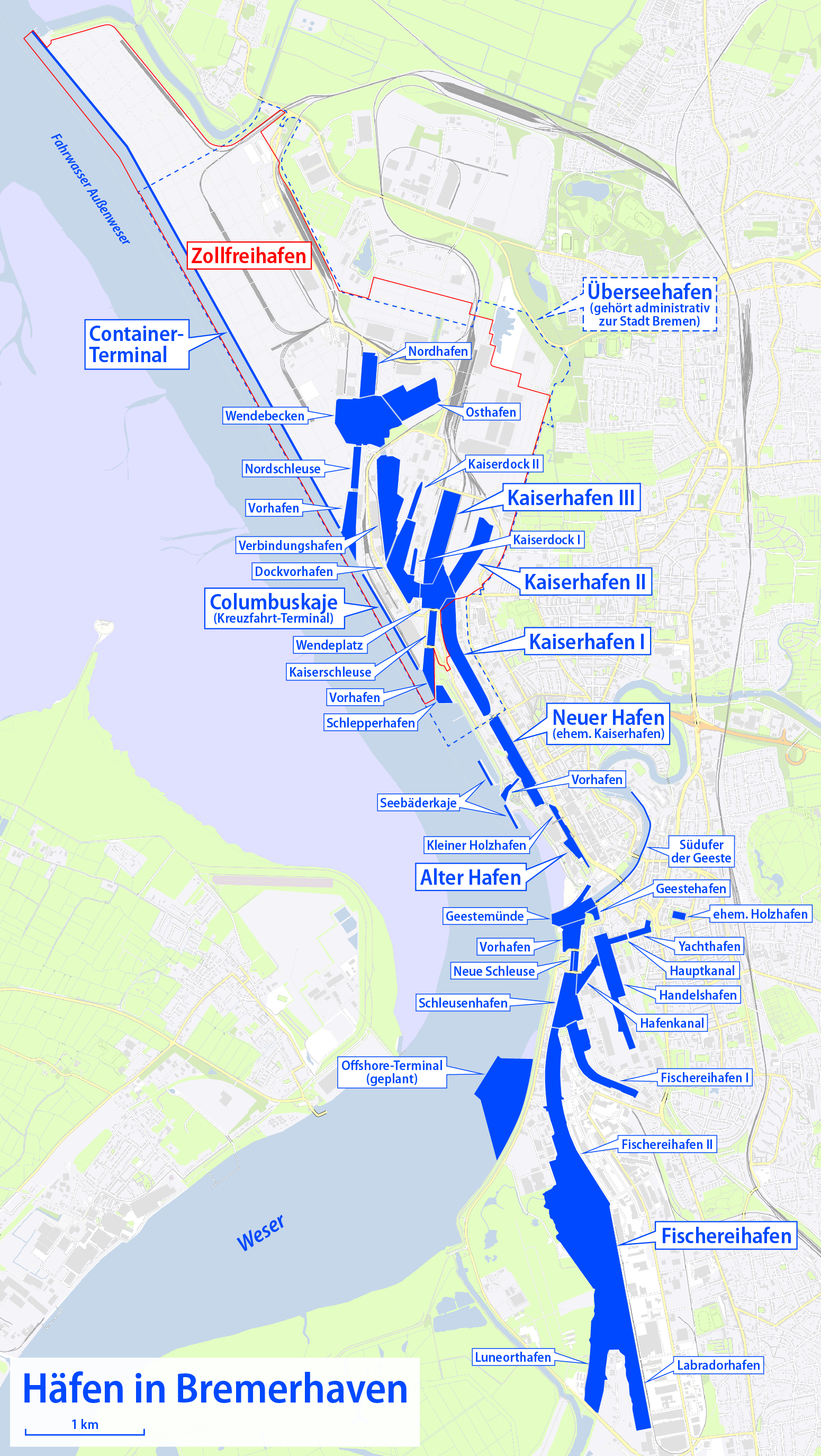

## أعلام
- جون لانج
- كورينا هارني
- روجر اسموسين
- د. د. لويس
- هانس ألكسندر فينكلر